# Opowiadania odeskie
Opowiadania odeskie (oryg. ros. Одесские рассказы; trl. Оdeskije rasskazy) – wydany w 1931 (pierwsze wydanie polskie: 1961) zbiór trzynastu pisanych od 1924 opowiadań autorstwa rosyjskiego pisarza, dramaturga i dziennikarza pochodzenia żydowskiego Izaaka Emanuiłowicza Babla (1894–1940). "Opowiadania Odeskie" są heroikomiczną sagą opisującą życie mieszkańców żydowskiej dzielnicy Odessy - Mołdawanki (oryg. ros. Молдаванка). 
Brudnopis opowiadania Lubka Kozak miał 22 wersje. Na podstawie jednego z opowiadań oparty został powstały w 1928 dramat Babla pt. "Zmierzch" (oryg. ros. Закат; trl. Zakat; premiera polska w 1967). "Opowiadania" stały się dla Pomianowskiego inspiracją do napisania komedii pt. Sodoma i Odessa. Wariacje, domysły i piosenki na temat "Opowiadań odeskich" Izaaka Babla.

## Opowiadania
1. Król
2. Tak to robiono w Odessie
3. Ojciec
4. Sprawiedliwość w cudzysłowie
5. Lubka Kozak
6. Froim Gracz
7. Zmierzch
8. Pierwsza miłość
9. W suterenie
10. Przebudzenie
11. Di Grasso
12. Karol-Jankiel
13. Koniec przytułku

## Odbiór
Komentarzem tłumacza Jerzego Pomianowskiego na temat "Opowiadań odeskich" były słowa: Oto książka, której nie zabrałbym na bezludną wyspę jedynie dlatego, że znam ją na pamięć! Pierwsze zetknięcie z tekstem Babla było ważnym przeżyciem nawet dla zawołanych znawców.
René Śliwowski powiedział o zbiorze:

Doznałem prawdziwego olśnienia: czegoś takiego nigdy dotąd nie czytałem. [...] Izaak Babel po latach wciąż zdumiewa. Nie mniej niźli przy pierwszej lekturze.

Tworzący w podobnym czasie rosyjski literat Konstantin Paustowski (1892–1968) mówił:

Po lekturze Króla zrozumiałem, że w naszym piśmiennictwie zjawił się jeszcze jeden czarodziej i że wszystko, co ten człowiek napisze, nigdy nie będzie bezbarwne i mdłe.